# San Agustín (Honduras)
San Agustín (uit het Spaans: "Sint-Augustinus") is een gemeente (gemeentecode 0414) in het departement Copán in Honduras.
Het dorp maakte deel uit van de gemeente Santa Rosa de Copán, tot het in 1930 een zelfstandige gemeente werd. De hoofdplaats ligt bij een berg die La Entrada of La Cumbre heet.

## Bevolking
De bevolking is als volgt verdeeld:
| Vrouwen | 2913 | 50,9% |
| Mannen  | 2808 | 49,1% |

## Dorpen
De gemeente bestaat uit vier dorpen (aldea), waarvan het grootste qua inwoneraantal: San Agustín (code 041401).